# Ferdinand Ries
Ferdinand Ries (Bonn, 28 novembre 1784 – Francoforte sul Meno, 13 gennaio 1838) è stato un compositore e pianista tedesco.
Membro più famoso di una famiglia di compositori, fin da piccolo studiò il violino con suo padre Franz Anton, che era stato maestro e amico di Ludwig van Beethoven, e il violoncello con Bernhard Romberg. Trasferitosi a Vienna nel 1801, studiò poi il pianoforte con Johann Georg Albrechtsberger per tre anni, e con lo stesso Beethoven, del quale divenne a sua volta amico e assistente.
Brillante pianista e membro dell'Accademia di Svezia, è autore di otto sinfonie, diverse ouverture, nove concerti per pianoforte e orchestra, ventotto sonate per violino e pianoforte, ventisei quartetti d'archi, quintetti, sestetti, canzoni, oratori (tra i quali Der Sieg des Glaubens op. 157) e opere liriche, oltre a un esteso catalogo pianistico di quattordici sonate, variazioni, rondò, fantasia, valzer, marce e composizioni per pianoforte a quattro mani. 
Il suo lavoro più prezioso per la storia della musica è però la redazione, in collaborazione con il medico Franz Gerhard Wegeler, delle Biographische Notizen über L. van Beethoven, fonti primarie di informazioni negli studi sul grande compositore bonnese.